# Могучие морфы: Рейнджеры силы
«Могучие морфы: Рейнджеры силы» (англ. Mighty Morphin Power Rangers: The Movie) — американский супергеройский фильм Брайана Спайсера 1995 года, снятый по сценарию Джона Кэмпса и Арни Олсена и спродюсированный Saban Entertainment и Toei Company; дистрибуцией картины занималась 20th Century Fox. Это первый художественный фильм из франшизы «Могучие рейнджеры», который задумывался как продолжение второго сезона и пролог к третьему; в конечном итоге сюжетная линия с обретением силы ниндзя была переосмыслена в третьем сзоне, из-за чего события фильма не являются каноном во вселенной «Могучих рейнджеров». Основой для него послужили японский сериал в жанре токусацу Super Sentai от Toei Company, а конкретно 16-й сезон «Zyuranger», 17-й сезон «Dairanger» и 18-й сезон «Kakuranger». В фильме снимались: Каран Эшли, Джонни Йонг Бош, Стив Карденас, Джейсон Дэвид Фрэнк, Эми Джо Джонсон, Дэвид Йост, сыгравшие Могучих рейнджеров в одноимённом сериале; помимо их старых врагов, таких как Лорд Зедд, Рита Репульса и Голдар, в повествовании появился новый антагонист Айван Уз в исполнении Пола Фримена.
Съёмки «Могучих морфов: Рейнджеров силы» проходили в карьере Бомбо, Сиднее и Квинсленде (Австралии). Релиз картины состоялся 30 июня 1995 года, а её суммарные сборы составили $ 66,4 млн при производственном бюджете в размере $ 15 млн. Кинокритики отозвались о фильме негативно; несмотря на положительную оценку боевых сцен и актёрской игры, они сетовали на слабый сюжет и сценарий в целом, и пришли к выводу, что «Рейнджеры силы» скорее напоминают расширенный эпизод сериала, нежели полноценный фильм.
Несмотря на приобретение франшизы компанией Hasbro, права на «Могучих морфов: Рейнджеров силы» и его сиквел «Турборейнджеры» (1997) остались у 20th Century Fox, после чего перешли в собственность Disney в результате покупки Fox.

## Сюжет
Могучие морфы вместе с Толстым и Тонким участвуют в благотворительных соревнованиях по прыжкам с парашютом в обсерватории Энджел-Гроув. Жители города ожидают появления кометы Райана, которая должна пролететь над ними через два дня. Толстый и Тонкий случайно приземляются на строительную площадку, где археологи недавно обнаружили гигантское фиолетовое яйцо. Наставник рейнджеров Зордон вызывает героев в штаб-квартиру «Командный центр», чтобы рассказать об Айване Узе, могущественном диктаторе, который правил Землёй около 6000 лет назад, пока сам Зордон и группа молодых воинов не заманили Уза в темницу и не погрузили её глубоко под землю. Зордон отправляет рейнджеров на строительную площадку, чтобы те вернули яйцо обратно под землю, прежде чем кто-то откроет его. Тем не менее, первыми на площадку прибывают старые враги героев Лорд Зедд, Рита Репульса и Голдар, в компании их подчинённого Морданта; там они разбивают яйцо, что приводит к освобождению Уза. Рейнджеры начинают сражение с Айваном, который натравливает на них созданных по своему подобию существ под названием узмены, в то время как сам проникает в «Командный центр», где выводит Зордона из строя, из-за чего герои теряют свои силы. В разрушенном «Командном центре» лишившийся своей трубы Зордон начинает медленно стареть и умирать.
Робот-помощник Зордона Альфа-5 отправляет Рейнджеров на планету Федос, чтобы те нашли источник великой силы и способ спасти Зордона. На Луне Уз узурпирует трон Риты и Зедда, которых затем уменьшает в размерах и помещает в снежный шар; Голдар и Мордант переходят на его сторону. Затем Айван отправляет своих воинов-тэнгу на Федос в погоню за рейнджерами. С помощью своей слизи он подчиняет разум жителей Энджел-Гроув и превращает их в своих рабов; порядок в городе поддерживают сконструированные в годы его правления боевые машины-близнецы экто-морфиконы. Обнаружив, что его отец работает на стройке, друг рейнджеров Фред Келман подслушивает планы Уза.
На Федосе рейнджеры терпят поражение в схватке с тэнгу, однако их спасает верховный воин планеты по имени Дульсея. Сначала Дульсея призывает рейнджеров уйти ради их же безопасности, но, узнав о тяжёлом состоянии Зордона, соглашается помочь им; для этого она отводит молодых людей в древний храм, чтобы те прошли испытания и, в конечном итоге, обрели силу ниндзя. Также Дульсея пробуждает дух животного каждого рейнджера: у Аиши — это медведь, у Рокки — обезьяна, у Билли — волк, у Кимберли — журавль, у Адама — лягушка, а у Томми — сокол. Когда рейнджеры просят Дульсею помочь им в противостоянии с Узом, та заявляет, что начнёт стареть так же быстро, как и Зордон, если покинет храм. Затем она превращается в сову, чтобы сохранить свой возраст. Рейнджеры направляются к монолиту, в котором обитает великая сила; они используют смекалку, чтобы победить живой окаменелый скелет динозавра и каменных горгулий-стражей. После приобретения великой силы к героям возвращается способность превращаться в рейнджеров.
На Земле Айван терроризирует взрослых жителей Энджел-Гроув с помощью экто-морфиконов. Фред заручается поддержкой Толстого, Тонкого и других подростков, которые направляются на стройку, чтобы спасти своих родителей. Рейнджеры возвращаются в город в новых ниндзя-зордах и уничтожают одного из экто-морфиконов Айвана — Скорпитрона. Уз берёт под контроль оставшегося — Хорнитора — и вступает в битву с рейнджерами, которые объединяют своих зордов в ниндзя-мегазорд. Тем временем подростки смывают водой слизь на телах взрослых и, тем самым, выводят их из-под контроля Айвана. Рейнджеры заманивают Уза в открытый космос, где его уничтожает пролетающая поблизости комета. После смерти Айвана родители подростком окончательно освобождаются от его влияния и воссоединяются со своими детьми. В «Командном центре» рейнджеры находят умершего Зордона. Не теряя надежды, они используют великую силу, чтобы восстановить штаб-квартиру и воскресить наставника. В конечном итоге жители Энджел-Гроув организовывают праздник в честь Могучих рейнджеров.
В сцене после титров Мордант приходит к сидящему на троне Зедда Голдару. Затем в тронный зал прибывают Рита и Зедд, которые обрели свободу после уничтожения Уза.

## В ролях
| Актёр               | Роль                                 |
| ------------------- | ------------------------------------ |
| Каран Эшли          | жёлтый Могучий морф Аиша Кембелл     |
| Джонни Йонг Бош     | чёрный Могучий морф Адам Парк        |
| Стив Карденас       | красный Могучий морф Рокки Де Сантос |
| Джейсон Дэвид Фрэнк | белый Могучий морф Томми Оливер      |
| Эми Джо Джонсон     | розовый Могучий морф Кимберли Харт   |
| Дэвид Йост          | синий Могучий морф Билли Крэнстон    |
| Джейсон Нарви       | Юджин «Тонкий» Скуллович             |
| Пол Шрайер          | Фаркас «Толстый» Булкмаер            |
| Габриэль Фицпатрик  | Дульсея                              |
| Николас Белл        | Зордон                               |
| Роберт Л. Манахан   | Зордон (голос)                       |

| Актёр                | Роль                  |
| -------------------- | --------------------- |
| Пета-Мари Риксон     | Альфа-5               |
| Ричард Стивен Хорвиц | Альфа-5 (голос)       |
| Пол Фримен           | Айван Уз              |
| Джулия Кортес        | Рита Репульса         |
| Барбара Гудсон       | Рита Репульса (голос) |
| Роберт Аксельрод     | Лорд Зедд (голос)     |
| Керри Кейси          | Голдар                |
| Керриган Махан       | Голдар (голос)        |
| Жан Пол Белл         | Мордант               |
| Мартин Дж. Меткалф   | Мордант (голос)       |
| Джейми Крофт         | Фред Келман           |

## Производство

### Разработка
Производство «Могучих морфов: Рейнджеров силы» началось в 1994 году. В начале года Saban наняла Стива Ванга, наиболее известного по режиссуре боевика «Гайвер», который руководил проектом вплоть до июля, пока его не заменил Брайан Спайсер; последний ничего не знал о «Могучих рейнджерах», поэтому ему пришлось просмотреть сотни эпизодов сериала за несколько дней, чтобы получить представление о франшизе. «Рейнджеры силы» задумывались как пролог к третьему сезону сериала, однако, из-за того, что права на фильм принадлежали компании-дистрибьютеру 20th Century Fox, сюжетная линия с обретением силы ниндзя была переснята, а события картины — признаны неканоничными для основной серии.

### Кастинг
В фильме снялись основные актёры первых трёх сезонов «Могучих рейнджеров». Так как звёзды сериала практиковали боевые искусства, гимнастику или танцы, они нередко выполняли работу каскадёров. Тем не менее, у них были дублёры — Хиен Нгуен, София Кроуфорд, Дэвид Уолд, Бриджит Райли, Дэнни Столлкап и Стюарт Куан —, которые также сыграли узменов и тэнгу; Бош был единственным актёром, который исполнил все свои трюки самостоятельно, так как подменявший его в боевых сценах Столлкап сломал ногу. Во время съёмок актёры носили 40-фунтовые костюмы по 10 часов в день; из-за этого Каран Эшли и Эми Джо Джонсон испытывали боли в спине. По изначальной задумке создателей фильма, в некоторых сценах рейнджеры опускали козырьки в своих шлемах, однако внешний вид персонажей показался членам съёмочной группы абсурдным, и они отказались от идеи. Исполнительница роли Альфы-5 Пета-Мари Риксон также сетовала на неудобство своего костюма, в котором ей было тяжело дышать: воздух в него подавался вручную с помощью воздушного насоса для аквариума. Продюсеры картины отдавали предпочтение прихотям актёров-ветеранов по сравнению с теми, что присоединились к франшизе позднее; так, например, у персонажа Джонни Йонга Боша изначально было больше экранного времени, что не понравилось Дэвиду Йосту, который потребовал увеличить количество сцен с его героем. Хотя Лорда Зедда, Риту Репульсу и Голдара сыграли другие актёры, персонажи говорили голосами актёров озвучивания из сериала; при этом костюмы всех трёх также были переделаны. В картине должен был сыграть Ричард Дженель, исполнивший в сериале роль владельца бара «Молодежный центр» Эрни, который, по изначальному сюжету, должен был открыть кафе «Ernie’s Waterside Cafe»; именно в ней согласно раннему варианту сценария дебютировал друг рейнджеров Фред, сыгранный Джейми Крофтом.
Главного злодея Айвана Уза сыграл актёр театра и кино Пол Фримен. В рамках подготовки к роли Фримен проводил в гримерной около 7 часов; в это же время он пил сок из чёрной смородины, чтобы его язык стал фиолетовым. Сначала у Уза были другие последователи — мутировавшие крысы, которых затем создатели заменили на узменов. Роль временного наставника рейнджеров Дульсеи изначально была шире; она являлась членом «Ордена Меледона», который был ответственен за заключение Уза в темницу. Эта роль отошла профессиональной модели Габриэль Фицпатрик, однако создатели вынудили её покинуть производство из-за обнаруженной у актрисы кисты яичника, а на её место взяли Маришку Харгитей; ознакомившись с несколькими отснятыми сценами с участием Харгитей продюсеры пришли к выводу, что она не подходит на роль, после чего вернули на съёмки Фицпатрик. Кроме того, на роль Дульсеи также пробовалась Кэтрин Сазерленд, которая впоследствии сыграла в сериале второго розового Могучего морфа — Кэтрин «Кэт» Хиллард.

### Съёмки
Съёмки «Рейнджеров силы» проходили в карьере Бомбо, Сиднее и Квинсленде (Австралии). У команды было три месяца — с октября по декабрь — на их завершение, так как затем она должна была отснять оставшиеся эпизоды второго сезона сериала. Так как ни одна американская или канадская студия не могла снять фильм в короткие сроки, тогдашний исполнительный вице-президент Fox по кинопроизводству Джон Ландау помог создателям приобрести необходимые разрешения для обустройства съёмочных площадок в Сиднее; тем не менее, представители Saban нередко конфликтовали с австралийскими министрами относительно выбора мест для съёмок. Продюсеры сочли 70% готового материала непригодным, поэтому съёмочной группе пришлось переснимать большинство сцен; из-за этого Saban была вынуждена перенести из Лос-Анджелеса в Сидней не только съёмки фильма, но и части эпизодов второго сезона. Для съёмки последней сцены, посвящённый восхвалению Могучих рейнджеров жителями Энджел-Гроув, создатели привлекли большое количество массовки; это стало возможным благодаря ложному сообщению через газеты и радиостанции о бесплатных розыгрышах призов и встрече с актёрами. Изначально создатели планировали добавить в картину более жестокие боевые сцены, в которых у персонажей открывалось кровотечение, однако продюсеры сочли их неприемлемыми для фильма с рейтингом PG-13.

## Музыка
Mighty Morphin Power Rangers The Movie: Original Motion Picture Score — саундтрек к фильму, выпущенный 6 июня 1995 года под лейблом Varèse Sarabande на звуковых компакт-дисках и компакт-кассетах. В этот альбом включена большая часть музыки композитора фильма Грэма Ревелла, за исключением трека «Firebird», который он исполнил вместе с гитаристами Карлом Верхейеном и Бакетхедом; этот трек вошёл в следующий саундтрек к фильму. Композиции исполнили участники Западно-австралийского симфонического оркестра под руководством оркестратора Тима Симонека.
| №   | Название                              | Длительность |
| --- | ------------------------------------- | ------------ |
| 1.  | «Prologue»                            | 0:58         |
| 2.  | «Ivan Ooze»                           | 2:07         |
| 3.  | «The Great Power/Ninja Power»         | 2:16         |
| 4.  | «The Tengu’s Attack»                  | 1:35         |
| 5.  | «Zordon is Dying»                     | 1:51         |
| 6.  | «The Rangers on Phaedos»              | 1:17         |
| 7.  | «Dulcea to the Rescue»                | 0:58         |
| 8.  | «Journey to the Plateau»              | 1:25         |
| 9.  | «Summoning the Ninjetti/Ninja Ranger» | 3:26         |
| 10. | «Jurassic Ride»                       | 2:56         |
| 11. | «The Monolith»                        | 1:26         |
| 12. | «Battle With the Gatekeepers»         | 3:45         |
| 13. | «Metamorphicons Confront the Rangers» | 2:22         |
| 14. | «The Megazord Battle»                 | 2:12         |
| 15. | «Leap to Our Doom»                    | 1:46         |
| 16. | «Power Rangers Triumph»               | 1:27         |
| 17. | «Freddy to the Rescue»                | 0:58         |
| 18. | «Zordon is Saved»                     | 2:37         |

Mighty Morphin Power Rangers The Movie: Original Soundtrack Album — саундтрек к фильму, выпущенный под лейблами Fox Records и Saban Records 8 июня 1995 года на звуковых компакт-дисках и компакт-кассетах. На протяжении всего фильма на фоне играла музыка Van Halen, They Might Be Giants, Devo, Red Hot Chili Peppers, Roxette, Дэна Хартмана и Buckethead. В рамках продвижения фильма дуэт Shampoo выпустил сингл «Trouble».
| №   | Название                 | Автор(ы)                      | Длительность |
| --- | ------------------------ | ----------------------------- | ------------ |
| 1.  | «Go Go Power Rangers»    | The Power Rangers Orchestra   | 5:03         |
| 2.  | «Higher Ground»          | Red Hot Chili Peppers         | 3:22         |
| 3.  | «Trouble»                | Shampoo                       | 3:19         |
| 4.  | «Are You Ready?!»        | Devo                          | 3:01         |
| 5.  | «The Power»              | Snap!                         | 5:43         |
| 6.  | «Kung Fu Dancing»        | Фан Томас Карл Дуглас         | 3:46         |
| 7.  | «Dreams»                 | Van Halen                     | 4:51         |
| 8.  | «Free Ride»              | Дэн Хартман                   | 7:02         |
| 9.  | «SenSurround»            | They Might Be Giants          | 3:05         |
| 10. | «Ayeyaiyai (Alpha Song)» | Power Jet                     | 3:47         |
| 11. | «Firebird»               | Грэм Ревелл                   | 3:40         |
| 12. | «Cross My Line»          | Аарон Уотерс (The Mighty Raw) | 3:09         |

## Маркетинг
В рамках маркетинговой кампании фильма Saban заключила партнёрство с сетью семейных развлекательных центров Discovery Zone, сотрудники которой дарили морферы Могучих рейнджеров купившим летний абонемент клиентам. Также Discovery Zone бесплатно раздавала своим клиентам одну из шести карточек из коллекции Power Rangers Movie Challenge. Эта акция длилась всё лето 1995 года.
Различные игровые студии создали четыре версии игры Mighty Morphin Power Rangers: The Movie для платформ Super NES, Sega Genesis, Game Boy и Game Gear, каждая из которых была основана на одноимённом фильме. В сентябре 1995 года Marvel Comics издала комиксы по фильму.

## Релиз

### Домашние носители
В конце 1995 года «Рейнджеры силы» вышли на VHS и LaserDisc, после чего в 2001 году они стали частью двухдискового DVD-издания от 20th Century Fox Home Entertainment вместе с «Турборейнджерами». Среди бонусных материалов были трейлер к картине и короткометражный фильм о её создании. В 2003 году состоялся одиночный DVD-релиз фильма.
В 2011 году фильм был перевыпущен в новом DVD-издании. В марте 2017 года фильм переиздавался в комплекте с «Турборейнджерами», что было приурочено к премьере фильма «Могучие рейнджеры».
9 мая 2018 года стало известно, что Shout! Factory выпустит фильм на Blu-ray в рамках коллекционного издания первых трёх сезонов в комплекте со стилбуком в честь 25-летия франшизы. 4 июня 2019 года Shout! Factory выпустила одиночное Blu-ray-издание фильма.

## Восприятие

### Кассовые сборы
За первые премьерные выходные фильм заработал $ 17 млн, заняв 4-е место среди новинок кино после «Аполлона-13», «Покахонтас» и «Бэтмена навсегда». Суммарные сборы при производственном бюджете в $ 15 млн составили $ 66,4 млн.

### Критика
На агрегаторе рецензий Rotten Tomatoes рейтинг свежести фильма составляет 32% со средней оценкой 4,4 балла из 10 на основе 37 рецензий. Консенсус сайта гласит: «К лучшему или к худшему — как правило скорее последнее — „Могучие морфы: Рейнджеры силы“ воспроизводят странную эстетику сериала, на котором они были основаны». Metacritic, который выставляет оценки на основе среднего арифметического взвешенного, дал картине 40 баллов из 100 на основе 21 обзора, что указывает на «преимущественно негативный приём». Зрители, опрошенные CinemaScore, поставили фильму среднюю оценку «A-» по шкале от A+ до F.
Кевин Томас из Los Angeles Times похвалил фильм за «множество впечатляющих спецэффектов, фантастических монстров и невероятно забавного злодея — и, что самое важное —, за отсутствие претенциозности». По словам Томаса, Брайану Спайсеру удалось повысить качество производства «Могучих рейнджеров в этом фильме», сохранив при этом приятную «атмосферу комиксов и чудес», а также образцовых персонажей-школьников, которые бы понравились родителям.
Кэрин Джеймс из The New York Times описала «Рейнджеров силы» как «несколько объединённых между собой эпизодов сериала с чуть более качественными спецэффектами»; по мнению Джеймс, итоговый продукт получился «шумным, вызывающим головную боль, скучным для взрослых, но занятным для детей». Джеймс отметила, что большую часть сюжета рейнджеры не используют свои способности. Ведущий кинообозреватель газеты Chicago Sun-Times Роджер Эберт поставил фильму 0,5 звезды из 4 возможных, сравнив его с синтетической пищей, в которой нет ни жира, ни сахара, ни витаминов, ни калорий, но которая облечена в яркую упаковку и её можно жевать; рецензент резюмировал: «Что меня невыразимо удручает, так это то, что дети, неопытные и любознательные, пойдут на этот фильм, и он в течение 88 минут будет делать всё возможное, чтобы убить в них воображение». Критик Мик Ласалл из газеты San Francisco Chronicle разделил мнение Эберта относительно того, что в фильме не было ничего привлекательного, хотя, как отметил Ласалл, «взрослого зрителя, могло увлечь исследование игры молодых актёров. Она неуклюжа и непрофессиональна, и при этом они выражают беспредельную серьёзность в отношении к своему „рейнджерству“»; рецензент пришёл к следующему выводу: «Это всё те же исполнители, что и в телевизионном сериале, и у вас создаётся впечатление, что это стало для них больше, чем способом заработать на хлеб насущный. Дешёвые диалоги наполнены таким чувством, что вас волнует уже не фильм, а психика актёров».

### Награды и номинации
В 1996 году Стив Карденас был номинирован на премию «Молодой актёр» как «лучший молодой актёр второго плана в художественном фильме».